# Ungarische Fußballnationalmannschaft (U-19-Junioren)
Die ungarische Fußballnationalmannschaft der U-19-Junioren ist die Auswahl ungarischer Fußballspieler der Altersklasse U-19. Sie repräsentiert die Magyar Labdarúgó Szövetség auf internationaler Ebene, beispielsweise in Freundschaftsspielen gegen die Auswahlmannschaften anderer nationaler Verbände, aber auch bei der seit 2002 in dieser Altersklasse ausgetragenen Europameisterschaft. Die ungarische Mannschaft konnte sich einmal sportlich für die Endrunde qualifizieren und kam dort bis ins Halbfinale. Zudem nahmen sie einmal als automatisch qualifizierter Gastgeber an der Endrunde teil. Dabei schieden sie zwar als Gruppendritter aus, erreichten mit dem 3. Gruppenplatz aber die U-20-Fußball-Weltmeisterschaft 2015, wo sie im Achtelfinale nach Verlängerung gegen den späteren Weltmeister Serbien ausschieden. Fünfmal scheiterten die Ungarn bereits in der ersten Qualifikationsrunde.

## Teilnahme an U-19-Europameisterschaften
- 2002: nicht qualifiziert
- 2003: nicht qualifiziert (in der 2. Runde gescheitert)
- 2004: nicht qualifiziert (als bester Gruppendritter die 2. Runde erreicht, dort gescheitert)
- 2005: nicht qualifiziert (in der Eliterunde gescheitert)
- 2006: nicht qualifiziert (als bester Gruppendritter die Eliterunde erreicht, dort gescheitert)
- 2007: nicht qualifiziert (in der Eliterunde gescheitert)
- 2008:  Halbfinale
- 2009: nicht qualifiziert (in der Eliterunde gescheitert)
- 2010: nicht qualifiziert (in der Eliterunde gescheitert)
- 2011: nicht qualifiziert (in der Eliterunde gescheitert)
- 2012: nicht qualifiziert (in der Eliterunde gescheitert)
- 2013: nicht qualifiziert (als zweitbester Gruppendritter die Eliterunde verpasst)
- 2014: Gruppenphase (für die U-20-Fußball-Weltmeisterschaft 2015 qualifiziert)
- 2015: nicht qualifiziert (als viertbester Gruppendritter die Eliterunde verpasst)
- 2016: nicht qualifiziert (als sechstbester Gruppendritter die Eliterunde verpasst)
- 2017: nicht qualifiziert (in der Eliterunde gescheitert)
- 2018: nicht qualifiziert (in der Eliterunde gescheitert)
- 2019: nicht qualifiziert (in der Eliterunde gescheitert)
- 2020: Meisterschaft wegen COVID-19-Pandemie abgesagt (als fünftschlechtester Gruppendritter nicht für die abgesagte Eliterunde qualifiziert)
- 2022: nicht qualifiziert (in der Eliterunde gescheitert)
- 2023: nicht qualifiziert (in der Eliterunde gescheitert)

| Bilanz     | Bilanz | Bilanz | Bilanz | Bilanz      | Bilanz | Bilanz    | Bilanz       |
| Runde      | Spiele | Siege  | Remis  | Niederlagen | Tore   | Gegentore | Tordifferenz |
| ---------- | ------ | ------ | ------ | ----------- | ------ | --------- | ------------ |
| 1. Runde   | 059    | 35     | 010    | 14          | 127    | 055       | 072          |
| Eliterunde | 045    | 14     | 08     | 23          | 056    | 080       | −24          |
| Endrunde   | 007    | 03     | 0      | 04          | 007    | 013       | 0−6          |
| Gesamt     | 111    | 52     | 18     | 41          | 190    | 148       | 042          |